# GISA (Unternehmen)
Die GISA GmbH ist ein IT-Dienstleistungsunternehmen mit Sitz in Halle (Saale), das mehr als 900 Mitarbeitende an vier Standorten und Büros in Deutschland beschäftigt.

## Geschichte
Ihren Ursprung hatte GISA in der Mitteldeutschen Energieversorgung AG (MEAG), gemeinsam mit der Stadtwerke Halle GmbH, der Erdgasversorgung Westsachsen (EWS) und der Gasversorgung Sachsen-Anhalt GmbH (GSA). Diese regionalen Energieversorgungsunternehmen gründeten 1993 ihre IT-Abteilungen als eigenständige Firma aus. So entstand im Oktober 1993 die Gesellschaft für Organisation und Informationsverarbeitung Sachsen-Anhalt mbH, kurz GISA, mit circa 70 Mitarbeitern und Sitz in Halle (Saale).
2001 wurde die Gesellschaft für Organisation und Informationsverarbeitung Sachsen-Anhalt mbH umfirmiert in GISA GmbH. 2004 wurden Standorte in Cottbus, Markkleeberg und Chemnitz sowie eine Repräsentanz in Berlin eröffnet. 2014 wurde der IT-Komplettdienstleister im SAP-Umfeld, die NTT DATA Business Solutions AG, mit 51 % neuer Mehrheitsgesellschafter der GISA.

## Unternehmensstruktur
Die Anteilseigner der GISA GmbH sind die NTT DATA Business Solutions AG mit 51 % der Anteile, die Kommunalwirtschaft Sachsen-Anhalt GmbH mit 25,1 % der Anteile und die envia Mitteldeutsche Energie AG mit 23,9 % der Anteile.

## Produkte
- Consulting
- Application Management
- Managed Cloud

## Partnerschaften
GISA ist zertifizierter Partner der SAP AG. Weitere Partner sind unter anderem die Microsoft Corporation, die Robotron Datenbank-Software GmbH und Natuvion.